# Elektronische Kampfführung

Militärisches Symbol der Fernmeldetruppe EloKa der Bundeswehr

Elektronische Kampfführung (EloKa) (Englisch EW (electronic warfare)) umfasst die Fernmelde- und elektronische Aufklärung (Fm/EloAufkl) und den elektronischen Kampf (EloKpf). Sie erfasst und wertet gegnerische elektromagnetische und akustische Ausstrahlungen aus. Durch Maßnahmen des elektronischen Kampfes wie Stören, Täuschen und Neutralisieren werden die Möglichkeiten eines Gegners zur elektronisch unterstützten Führung, Aufklärung und Wirkung seiner Kräfte und Mittel eingeschränkt, abgelenkt bzw. ausgeschaltet. Gleichzeitig gewährleistet die elektronische Kampfführung die Nutzung des elektromagnetischen und akustischen Spektrums zur Führung eigener Kräfte und stellt die Wirkmöglichkeiten der Aufklärungs- und Waffensysteme, u. a. durch elektronische Schutz- und Gegenmaßnahmen, sicher. Sie trägt zu Informationsoperationen und zur Wirkung im Informationsraum bei.

## Kategorien

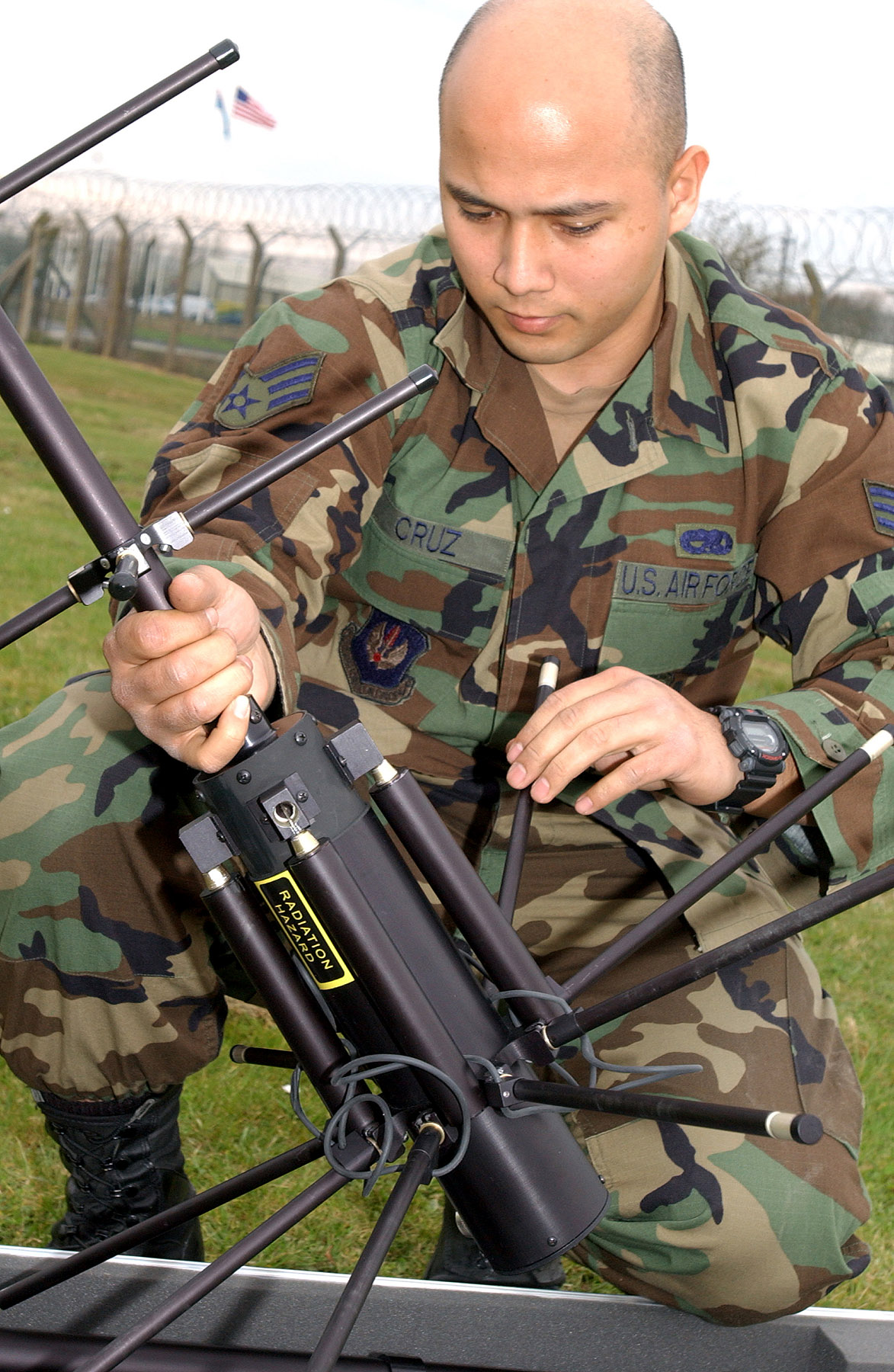
Ein US-Luftwaffensoldat baut auf dem britischen Luftwaffenstützpunkt Fairford ein taktisches PSC-5-Satelliten-Funkgerät zusammen.

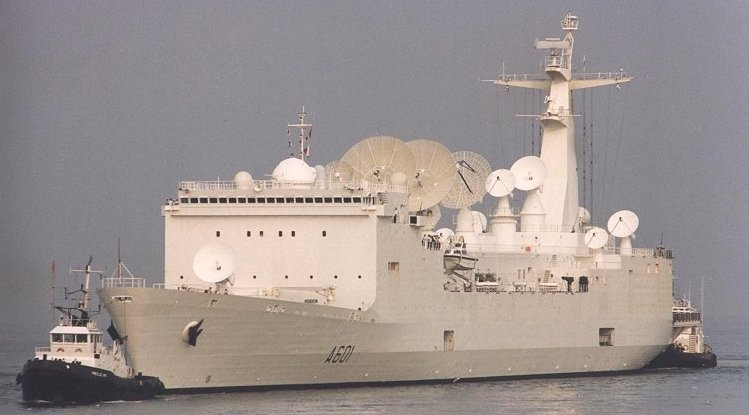
Das französische Aufklärungsschiff Monge, spezialisiert auf SIGINT, bei der Einfahrt in den Hafen von Le Havre (1999).

Die elektronische Kampfführung unterteilt sich in folgende Kategorien:
- Fernmelde- und elektronische Aufklärung (Fm/EloAufKl; englisch signal intelligence – SIGINT)
  - Fernmeldeaufklärung (FmAufkl; englisch communication intelligence – COMINT): Erfassung und Auswertung fremden Fernmeldeverkehrs
  - Elektronische Aufklärung (EloAufkl; englisch electronic intelligence – ELINT): Erfassung und Auswertung von Ortungs-, Leit-, Lenk- und Navigationssystemen im elektromagnetischen Spektrum zur Informationsgewinnung
- Elektronischer Kampf (EK; englisch electronic warfare – EW)
  - Elektronische Gegenmaßnahmen (EloGM; englisch electronic counter measures – ECM): durch Anwendung elektromagnetischer Energie die wirksame gegnerische Nutzung des elektromagnetischen Spektrums verhindern oder einzuschränken. Umfasst elektronisches Stören, Täuschen und Neutralisieren
  - Elektronische Schutzmaßnahmen (EloSM; englisch electronic protective measures, electronic counter counter measures – EPM, ECCM): taktische, betriebliche und technische Maßnahmen, um die eigene wirksame Nutzung des elektromagnetischen Spektrums trotz gegnerischer elektronischer Gegenmaßnahmen sicherzustellen und eine Aufklärung eigener elektromagnetischer Abstrahlungen durch gegnerische Kräfte zu verhindern
  - Elektronische Unterstützungsmaßnahmen (EloUM; englisch electronic support measures – ESM): Erfassung und Auswertung elektromagnetischer Ausstrahlungen, um ihren Ursprung zu lokalisieren, unmittelbare Bedrohung zu erkennen und abzuwehren, eigene Truppe zu schützen sowie für die aktuelle militärische Lage relevante Informationen zu erhalten.

## Beispiele
Die Radargeräte zur Luftraumaufklärung sind ein Mittel der elektronischen Schutzmaßnahmen, um zum Beispiel ein Schiff der Marine vor Überraschungsangriffen aus der Luft zu schützen. Der Gegner verwendet Geräte der Fernmelde- und elektronischen Aufklärung, um den Frequenzbereich des verwendeten Radargerätes aus großer Entfernung zu messen. Auf diese Frequenz wird ein leistungsfähiger Störgenerator (englisch radar jammer) eingestellt, der als ein Gerät der elektronischen Gegenmaßnahme einzustufen ist: Dieser soll durch Übersteuerung des Radarempfängers (Rausch- oder Impulsstörungen) die Reichweite des Radargerätes wesentlich verringern oder durch Einspielung von falschen Informationen (Falschzielen) die eigenen Zielzeichen maskieren. Das gestörte Radargerät verwendet spezielle Baugruppen, um die Wirkung der Störstrahlung zu verringern oder die Störung wirkungslos zu machen. Diese Störschutzapparaturen sind Geräte der elektronischen Schutzmaßnahmen.

## Deutschland
Die Fernmeldetruppe EloKa der Bundeswehr als Instrument der elektronischen Kampfführung ist im Organisationsbereich Cyber- und Informationsraum zusammengefasst. Dort führt das Kommando Strategische Aufklärung unter anderem eine Auswertezentrale Elektronische Kampfführung und vier EloKa-Bataillone. Im Heer gibt es keine autonom einsetzbaren EloKa-Kräfte mehr. Die der Marine unterstehenden Aufklärungsschiffe (Flottendienstboote) werden ebenfalls vom Kommando Strategische Aufklärung eingesetzt. Ihre Besatzung wird von der 2./Bataillon Elektronische Kampfführung 912 in Nienburg/Weser gestellt. Außerdem verfügen die Fregatten und Korvetten der Marine über autonome EloKa-Systeme (FL1800 II, KORA, UL5000k, MRBR, RIGEL). Die Kampfflugzeuge (Eurofighter, Tornado) der deutschen Luftwaffe verfügen ebenfalls über Selbstschutzsysteme, die im elektromagnetischen Spektrum arbeiten.

## Schweiz
Elektronische Kriegführung (EKF) wird in der Schweizer Armee als Bezeichnung für elektronische Kampfführung verwendet. Die EKF-Abteilungen der Schweizer Armee sind der Führungsunterstützungsbrigade 41 (FU Br 41) unterstellt. Diese wiederum ist aufgeteilt in fünf Hauptquartierbataillone (HQ Bat), ein Führungsunterstützungsbataillon (FU Bat), vier Richtstrahlbataillone (Ristl Bat) und drei Elektronische Kriegführungsabteilungen (EKF Abt) auf operativ/taktischer Stufe sowie der EKF Abteilung 46 für Aufklärung auf strategischer Stufe.
Die drei EKF Abt 51–53 hatten grundsätzlich je ein operatives elektronisches Aufklärungssystem (Op EA Syst) und ein taktisches elektronisches Aufklärungssystem (Takt EA Syst) zu erstellen, betreiben, unterhalten und sichern. Die Systeme sind auf größtmögliche Mobilität und Effizienz ausgerichtet. Ihr primäres Einsatzgebiet ist die Beschaffung kurzfristiger Informationen über Bewegungen des Gegners für taktische Entscheidungen. Während der Fußball-Europameisterschaft 2008 leisteten die Abteilungen 51 und 52 Assistenzdienst.
Die Abteilung 46, die vorwiegend von permanenten Standorten aus operiert, befasst sich mit der Beschaffung strategischer Informationen auf Stufe Armee.
Die operative und taktische elektronische Aufklärung ist ein Mittel zur Gewinnung von sicherheitspolitisch und militärisch bedeutsamen Informationen durch Erfassen und Auswerten fremder elektromagnetischer Ausstrahlungen. Dazu gehören im Wesentlichen Fernmeldeverbindungen (jede Art von drahtlosem Fernmeldeverkehr). Die Nachrichtengewinnung durch die operative und taktische COMINT hat zum Zweck, der auftraggebenden Stelle Beiträge zur Lagebeurteilung zu liefern. Die jeweils zuständige COMINT-Organisation hat die Funktion einer Nachrichten- und Informationsquelle. Mittel für elektronische Gegenmaßnahmen fehlen zurzeit.

## Warschauer Vertrag
Funkelektronischer Kampf (FEK) war in den Streitkräften der früheren  Warschauer Vertragsorganisation ein mit der elektronischen Kampfführung vergleichbarer Begriff. Gemäß A.I. Pali, dem einschlägigen Standardwerk, gliederte sich der Funkelektronische Kampf in die Kategorien:
- Funkelektronische Aufklärung (FEA)
- Funkelektronische Niederhaltung (FEN)[5]
  - Funkelektronische Störung
  - Einsatz von Scheinzielen, Köderzielen und Attrappen
  - Einwirkung auf Mittel/Geräte mit elektromagnetischer (akustischer) Aussendung
  - Verringerung der Wahrnehmbarkeit der eigenen Objekte, der Militärtechnik und des Personalbestands
  - Funk-Desinformation des Gegners
- Gegenwirkung gegen die technischen Aufklärungsmittel des Gegners (GTAG), bis ca. 1980 Funkelektronischer Schutz (FES)